# Langfurth
Langfurth là một đô thị ở huyện Ansbach bang Bayern nước Đức. Đô thị Langfurth có diện tích 21,17 km², dân số thời điểm ngày 31 tháng 12 năm 2006 là 2138 người.